# Jarosław Molenda

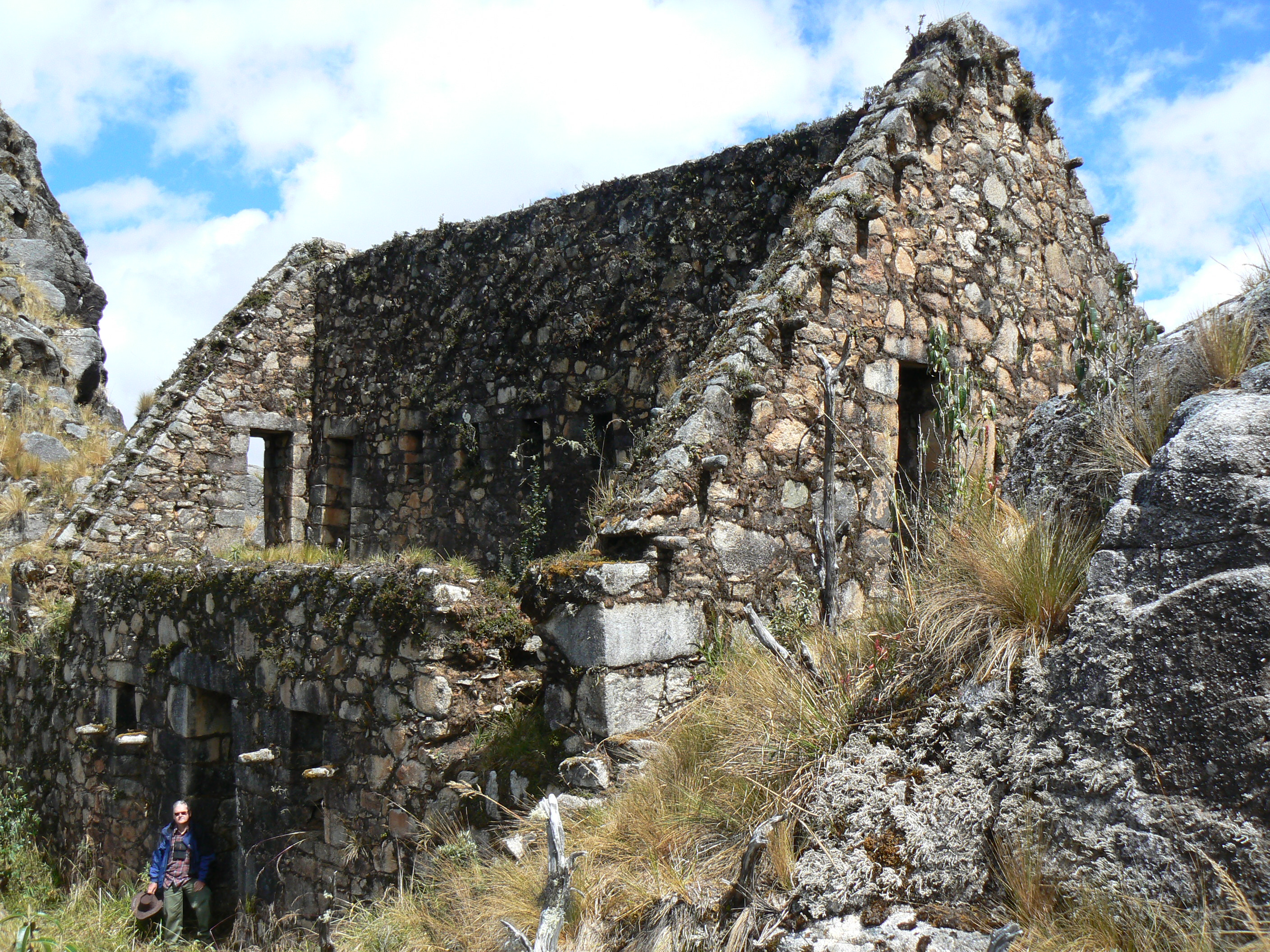
Jarosław Molenda w drzwiach Incahuasi – najwyżej położonych ruin inkaskich w Andach

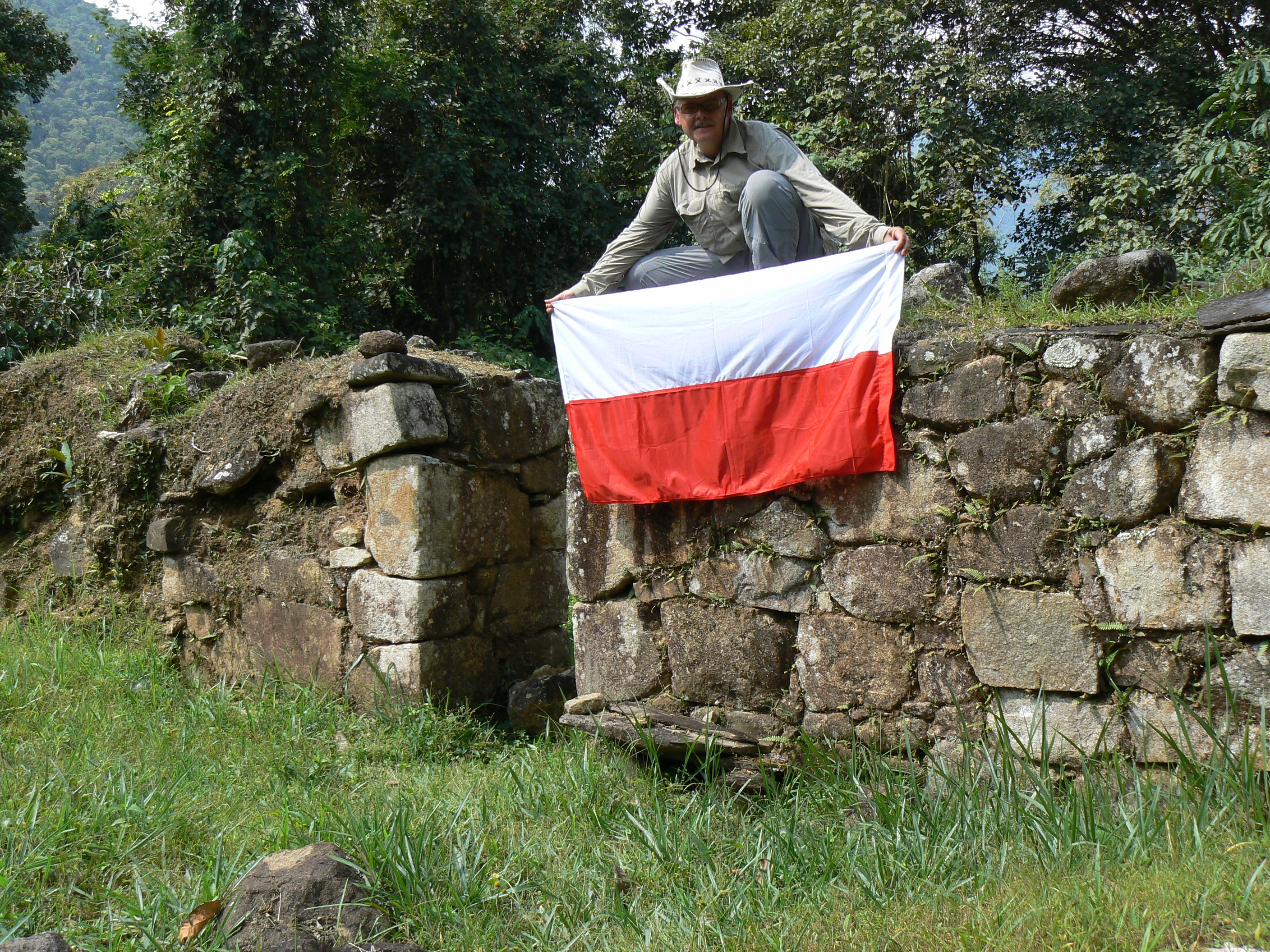
Jarosław Molenda z polską flagą w Vilcabambie

Jarosław Molenda (ur. 1965 w Pobiedziskach) – polski pisarz, publicysta i podróżnik.

## Życiorys
Absolwent filologii klasycznej Uniwersytetu im. Adama Mickiewicza w Poznaniu. Członek Unii Literackiej, Stowarzyszenia Autorów i Wydawców Copyright Polska, Stowarzyszenia Dziennikarzy Rzeczypospolitej Polskiej i Polskiego Stowarzyszenia Turystyki Kulinarnej, w przeciągu ćwierci wieku odwiedził cztery kontynenty i kilkadziesiąt krajów. W latach 1996–1997 był członkiem kolegium redakcyjnym „Encyklopedii Geograficznej Świata”.
W 2008 roku wraz z Romanem Warszewskim dotarł do ostatniej stolicy Inków – Vilcabamby, czego pokłosiem była książka Tupac Amaru II (2010), a także artykuły w „Globtroterze” (2009, nr IV), „Żyj długo” (2009, nr 5), „Archeologii Żywej” (2010, nr 4), w których podważa lansowany przez Elżbietę Dzikowską fakt „odkrycia” w 1976 roku Vilcabamby przez ekspedycję pod kierunkiem profesora Edmundo Guilléna i z udziałem Tony Halika.
W roku 2009 odbył wyprawę Tupac Amaru Expedition, w czasie której – wraz z Arkadiuszem Paulem i Romanem Warszewskim – jako pierwsi Polacy dotarli do najwyżej położonych ruin inkaskich Incahuasi na przełęczy Puncuyoc oraz odnaleźli ślady nieznanych ruin prekolumbijskich w pobliżu Vista Alegre i Urpipata (Peru). Wyprawa została opisana w książce Romana Warszewskiego.
Zajmuje się szeroko rozumianą publicystyką popularnonaukową, jego teksty ukazywały się między innymi na łamach takich pism jak: „Filomata”, „Focus Historia”, „Gazeta Wyborcza. Ale Historia”,„Kombatant”, „Kurier nad Morzem”, „Miejsca Święte”, „Mówią Wieki”, „Nieznany Świat”, „Odkrywca”, „Rzeczpospolita”, „Voyage”, „Wiedza i Życie”, oraz „Zew Północy”. Jest dziennikarzem magazynu podróżniczego „Dookoła Świata”.
W 2013 roku został uhonorowany pamiątkowym medalem z okazji 95-lecia Bellony w uznaniu za długoletnią współpracę z tym wydawnictwem. W 2018 roku został ponownie uhonorowany pamiątkowym medalem Bellony, tym razem z okazji 100-lecia tego wydawnictwa, również w uznaniu za długoletnią współpracę.
W 2023 roku biografia Alfred Szklarski – sprzedawca marzeń zdobyła nagrodę „Sygnet Wydawnictwa IPN”, zostając najlepszą książką roku 2022. Książka ta otrzymała także nagrodę czytelników w ramach 14. Konkursu „Książka Historyczna Roku” o Nagrodę im. Oskara Haleckiego.
W 2025 roku książka Przy stoliku w Czytelniku otrzymała Nagrodę Magellana w kategorii „najlepszy przewodnik literacki”

## Twórczość
- Mumie. Fenomen kultur, Wydawnictwo Arkadiusz Wingert, Międzyzdroje-Kraków 2006, ISBN 978-83-921704-2-6.
- Poczet odkrywców i zdobywców Ameryki Łacińskiej, Bellona, Warszawa 2007, ISBN 978-83-11-10664-2.
- Tajemnice polskich grobowców, Bellona, Warszawa 2008, ISBN 978-83-11-11266-7.
- Panama 1671, Bellona, Warszawa 2010, ISBN 978-83-11-11817-1.
- Tupac Amaru II, Świat Książki, Warszawa 2010, ISBN 978-83-247-1316-5.
- Narodziny Atlantydy. Fakty i mity na temat relacji Platona, Wydawnictwo Armoryka, Sandomierz 2011, ISBN 978-83-62661-21-3.
- Rośliny, które zmieniły świat, Wydawnictwo Replika, Zakrzewo 2011, ISBN 978-83-7674-108-6.
- Przedkolumbijscy żeglarze i odkrywcy Ameryki, Bellona, Warszawa 2011, ISBN 978-83-11-11867-6.
- Wojny guarańskie 1628–1756, Bellona, Warszawa 2012, ISBN 978-83-11-12475-2.
- Klątwa złota jezuitów, Wydawnictwo Bullet Books, Warszawa 2013, ISBN 978-83-62382-19-4.
- Ofiary z ludzi. Od faraonów do wikingów, Bellona, Warszawa 2013, ISBN 978-83-11-12700-5.
- Krystyna Skarbek – królowa podziemia czy zdrajczyni?, Bellona, Warszawa 2013, ISBN 978-83-11-13003-6.
- Ofiary z ludzi. Od samurajów do męczenników dżihadu, Bellona, Warszawa 2014, ISBN 978-83-11-13105-7.
- Wyspy greckie. Przewodnik historyczny. Kontrowersyjne dzieje Hellady, Bellona, Warszawa 2014, ISBN 978-83-11-13223-8.
- Polki przeklęte?, Bellona, Warszawa 2014, ISBN 978-83-11-13395-2.
- Historia roślin jadalnych, Bellona, Warszawa 2014, ISBN 978-83-11-13424-9.
- Bierut i Wasilewska. Agent i dewotka, Bellona, Warszawa 2015, ISBN 978-83-11-13563-5.
- Ucieczki z PRL, Bellona, Warszawa 2015, ISBN 978-83-11-13727-1.
- Zakazana historia odkrycia Ameryki, Bellona, Warszawa 2015, ISBN 978-83-11-13922-0.
- Rośliny, które udomowiły człowieka, Wydawnictwo Replika, Zakrzewo 2015, ISBN 978-83-7674-477-3.
- Historia używek. Rośliny, które uzależniły człowieka, Bellona, Warszawa 2016, ISBN 978-83-11-13911-4.
- Krzysztof Kolumb. Odkrywca z wyspy Chios, Wydawnictwo Replika, Zakrzewo 2016, ISBN 978-83-7674-497-1.
- Niepokorne córy II Rzeczypospolitej i PRL, Bellona, Warszawa 2016, ISBN 978-83-11-14105-6.
- Mity polskie. Od Mieszka I do Bieruta, Bellona, Warszawa 2016, ISBN 978-83-11-14151-3
- Od chili do wanilii. Historia roślin apetycznych, Bellona, Warszawa 2016, ISBN 978-83-11-14301-2
- Zwiać za wszelką cenę. Słynni uciekinierzy i emigranci PRL, Bellona, Warszawa 2017, ISBN 978-83-111-4442-2
- Podboje Boya. Tadeusz Żeleński – kobieciarz czy feminista?, Bellona, Warszawa 2017, ISBN 978-83-111-5062-1
- Polskie odkrywanie świata, SBM, Warszawa 2017, ISBN 978-83-8059-401-2
- Zadziwiające życie owoców. Od ananasa do truskawki, Bellona, Warszawa 2018, ISBN 978-83-11-15285-4
- Historia owoców tropikalnych. Od awokado do zapote, Bellona, Warszawa 2018, ISBN 978-83-111-5372-1
- Podróżniczki. Dziewczyny które nie znały granic, Lira, Warszawa 2018, ISBN 978-83-658-3885-8
- Wilczyce znad Wisły, Bellona, Warszawa 2019, ISBN 978-83-111-5597-8
- Z espresso przez Europę, Bellona, Warszawa 2019, ISBN 978-83-111-5678-4
- Uwikłane w historię. Bohaterki i zdrajczynie, Lira, Warszawa 2019, ISBN 978-83-66229-30-3
- Gorszycielki. Dziewczyny, które łamały tabu i konwenanse, Lira, Warszawa 2019, ISBN 978-83-6622-974-7
- Rzeźnik z Niebuszewa. Seryjny morderca i kanibal czy kozioł ofiarny władz PRL-u?, Wydawnictwo Replika, Zakrzewo 2019, ISBN 978-83-66217-92-8
- Kaligula. Pięć twarzy Cesarza, Lira, Warszawa 2020, ISBN 978-83-665-0311-3
- Bikini Killer. Seryjny morderca Charles Sobhraj – jego życie i zbrodnie, Wydawnictwo Replika, Zakrzewo 2020, ISBN 978-83-664-8128-2.
- Wampir z Warszawy, Lira, Warszawa 2020, ISBN 978-83-66503-84-7.
- Profesor i Cyjanek, Lira, Warszawa 2021, ISBN 978-83-66730-59-5.
- Krwawy Peter, Lira, Warszawa 2021, ISBN 978-83-66966-14-7.
- Morderstwa znad Wisły, Wydawnictwo Replika, Zakrzewo 2021, ISBN 978-83-66989-33-7.
- W 80 filiżanek dookoła świata. Piętnaście najsłynniejszych kawiarni, Lira, Warszawa 2021, ISBN 978-83-66966-75-8.
- Bestie z polskim rodowodem. Mordercy, gwałciciele, terroryści, Wydawnictwo Replika, Zakrzewo 2022, ISBN 978-83-66989-67-2.
- Sadystka z Auschwitz, Filia, Poznań 2022, ISBN 978-838280-005-0.
- Piekielna Mańka, Skarpa Warszawska, Warszawa 2022, ISBN 978-83-67343-21-3.
- Dzieci nazistów, Filia, Poznań 2022, ISBN 978-83-8280-262-7.
- Alfred Szklarski – sprzedawca marzeń. Pierwsza biografia twórcy przygód Tomka Wilmowskiego, Wydawnictwo Instytut Pamięci Narodowej, Warszawa 2022, ISBN 978-83-8229-517-7.
- Elżbieta Batory. Krwawa hrabina czy ofiara spisku Habsburgów, Filia, Poznań 2023, ISBN 978-83-828-0621-2.
- Nienacki. Skandalista od Pana Samochodzika, Prószyński Media, Warszawa 2023, ISBN 978-83-8352-058-2.
- Polowanie na bestię z Majdanka, Filia, Poznań 2023, ISBN 978-83-8280-880-3.
- Rośliny uzależniające, Bellona, Warszawa 2023, ISBN 978-83-11-16732-2
- Skandaliści w aureolach, Wydawnictwo Replika, Zakrzewo 2023, ISBN 978-83-67867-42-9.
- Esesmanka, Filia, Poznań 2024, ISBN 978-83-8357-310-6.
- Przy stoliku w Czytelniku, Prószyński Media, Warszawa 2024, ISBN 978-83-8352-282-1.
- Pod słońcem Hellady, Bellona, Warszawa 2024, ISBN 978-83-11-16890-9
- Zbrodnia w Kobierzynie, Filia, Poznań 2024, ISBN 978-83-8357-489-9.
- Ręcznikowy dusiciel, Filia, Poznań 2024, ISBN 978-83-8357-607-7.
- Czterej pancerni i pisarz, Lira, Warszawa 2025, ISBN 978-83-68101-98-0.

## Odznaczenia
- Brązowy Medal „Za zasługi dla obronności kraju” 2014[8].
- Srebrny Krzyż Zasługi 2015[9][10].
- „Zasłużony dla Kultury Polskiej” 2016[11]